# Meridiano 118 oeste
El meridiano 118 oeste de Greenwich es una línea de longitud que se extiende desde el Polo Norte atravesando el océano Ártico, América del Norte, el océano Pacífico, el océano Antártico y la Antártida hasta el Polo Sur.
El meridiano 118 oeste forma un gran círculo con el meridiano 62 este.
Comenzando en el Polo Norte y dirigiéndose hacia el Polo Sur, el meridiano 118 oeste pasa a través de:
| Coordenadas                         | País, territorio o mar         | Notas                                                                                                |
| ----------------------------------- | ------------------------------ | --- |
| 90°0′N 118°0′O / 90.000, -118.000   | Océano Ártico                  | |
| 77°22′N 118°0′O / 77.367, -118.000  | Canadá                         | Territorios del Noroeste - Isla del Príncipe Patrick                                                 |
| 76°24′N 118°0′O / 76.400, -118.000  | Crozier Channel                | |
| 76°3′N 118°0′O / 76.050, -118.000   | Canadá                         | Territorios del Noroeste - Isla Eglinton                                                             |
| 75°42′N 118°0′O / 75.700, -118.000  | Kellett Strait                 | |
| 75°20′N 118°0′O / 75.333, -118.000  | Estrecho de McClure            | |
| 74°17′N 118°0′O / 74.283, -118.000  | Canadá                         | Territorios del Noroeste - Isla de Banks                                                             |
| 72°53′N 118°0′O / 72.883, -118.000  | Estrecho del Príncipe de Gales | |
| 72°40′N 118°0′O / 72.667, -118.000  | Canadá                         | Territorios del Noroeste - Isla Victoria                                                             |
| 71°22′N 118°0′O / 71.367, -118.000  | Minto Inlet                    | |
| 71°7′N 118°0′O / 71.117, -118.000   | Canadá                         | Territorios del Noroeste - Isla Victoria                                                             |
| 70°47′N 118°0′O / 70.783, -118.000  | Golfo de Amundsen              | |
| 69°1′N 118°0′O / 69.017, -118.000   | Canadá                         | Nunavut Territorios del Noroeste - pasando a través del Gran Lago del Oso Alberta Columbia Británica |
| 49°0′N 118°0′O / 49.000, -118.000   | Estados Unidos                 | Washington Oregón Nevada California - Pasa justo al este de Los Ángeles                              |
| 33°39′N 118°0′O / 33.650, -118.000  | Océano Pacífico                | pasa justo al este de la Isla Guadalupe, México                                                      |
| 60°0′S 118°0′O / -60.000, -118.000  | Océano Antártico               | |
| 73°48′S 118°0′O / -73.800, -118.000 | Antártida                      | Territorio no reclamado                                                                              |